# Sciurillus pusillus
Sciurillus pusillus är en gnagare i ekorrfamiljen som förekommer i tropiska delar av Sydamerika. Utbredningsområdet sträcker sig över norra Brasilien, nordöstra Peru och Guyanas högland.
Djuret är en av de minsta arterna i familjen och når bara en kroppslängd omkring tio centimeter samt en svanslängd vid tolv centimeter. Pälsen är brunaktig. Sciurillus pusillus vistas i trädkronor i den tropiska regnskogen. Den rör sig snabb och livnär sig av frukter, nötter och trädens bark. Påfallande är djurets höga läten som påminner om syrsornas ljud.
Sciurillus pusillus har korta runda öron och väger cirka 44 g. Troligen lever varje individ utanför parningstiden ensam.
Artens systematiska position är omstridd. Den betraktades länge som nära släkting till arterna i släktet Microsciurus. McKenna och Bell klassificerar arten däremot som systergrupp till släktgruppen Sciurini. Nyare taxonomiska undersökningar tyder på att Sciurillus pusillus inte tillhör underfamiljen Sciurinae (dagekorrar och flygekorrar) utan utgör en självständig underfamilj, Sciurillinae.